# Túnel del Cristo Redentor
El túnel del Cristo Redentor, designado oficialmente Paso Internacional Los Libertadores, es un paso fronterizo automotriz que comunica Argentina y Chile a través de la cordillera de los Andes, entre la provincia de Mendoza, Argentina, y la Región de Valparaíso, Chile.

## Toponimia

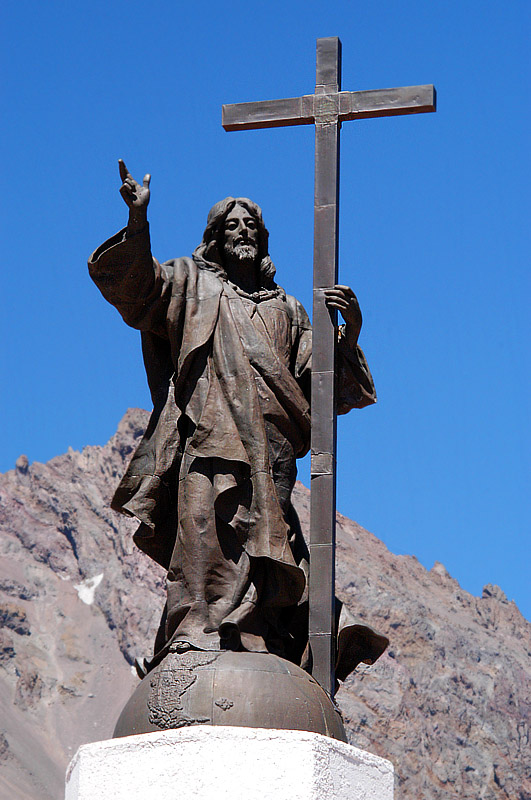
El Cristo Redentor de los Andes.

Recibe este nombre debido a que en las cercanías se halla la estatua del Cristo Redentor de los Andes.

## Características
El túnel se halla a una altitud de 3209 m s. n. m. y mide unos tres kilómetros de largo, de los cuales la mitad del tramo corresponde a territorio chileno y la otra al argentino.
Fue inaugurado en 1980 y corre paralelo a un túnel ferroviario (clausurado), construido a principios del siglo XX para el desafectado Ferrocarril Trasandino Los Andes - Mendoza. El túnel se encuentra excavado bajo el cerro Caracoles, de 4238 m s. n. m., y el cerro Santa Elena, de 4131 m s. n. m.

## Transitabilidad
Debido a su ubicación a gran altitud, el tránsito por el túnel se ve suspendido durante el invierno debido a las copiosas nevadas y las avalanchas que afectan la zona de la cordillera.

## Galería

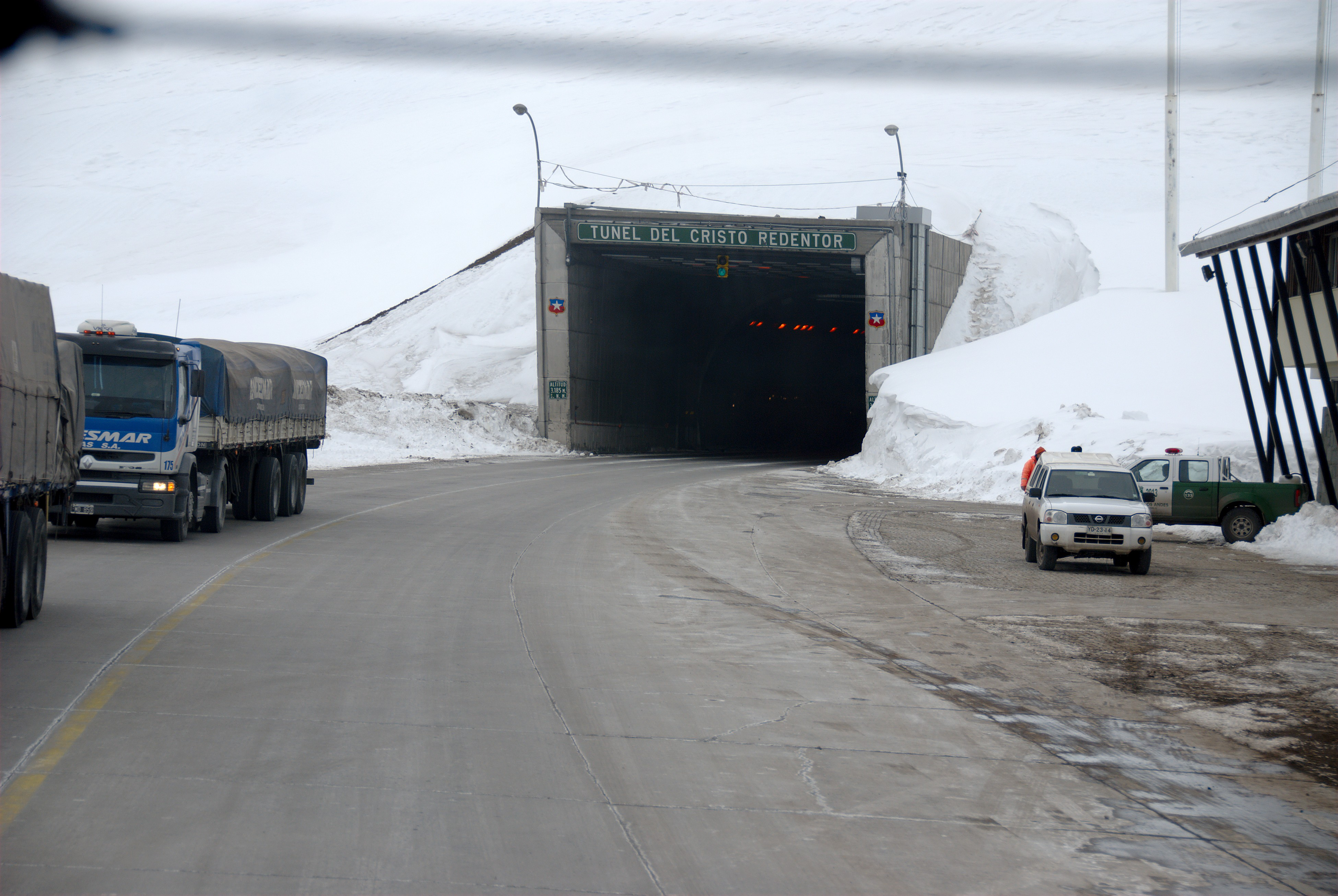
Portal chileno del túnel durante la temporada invernal.
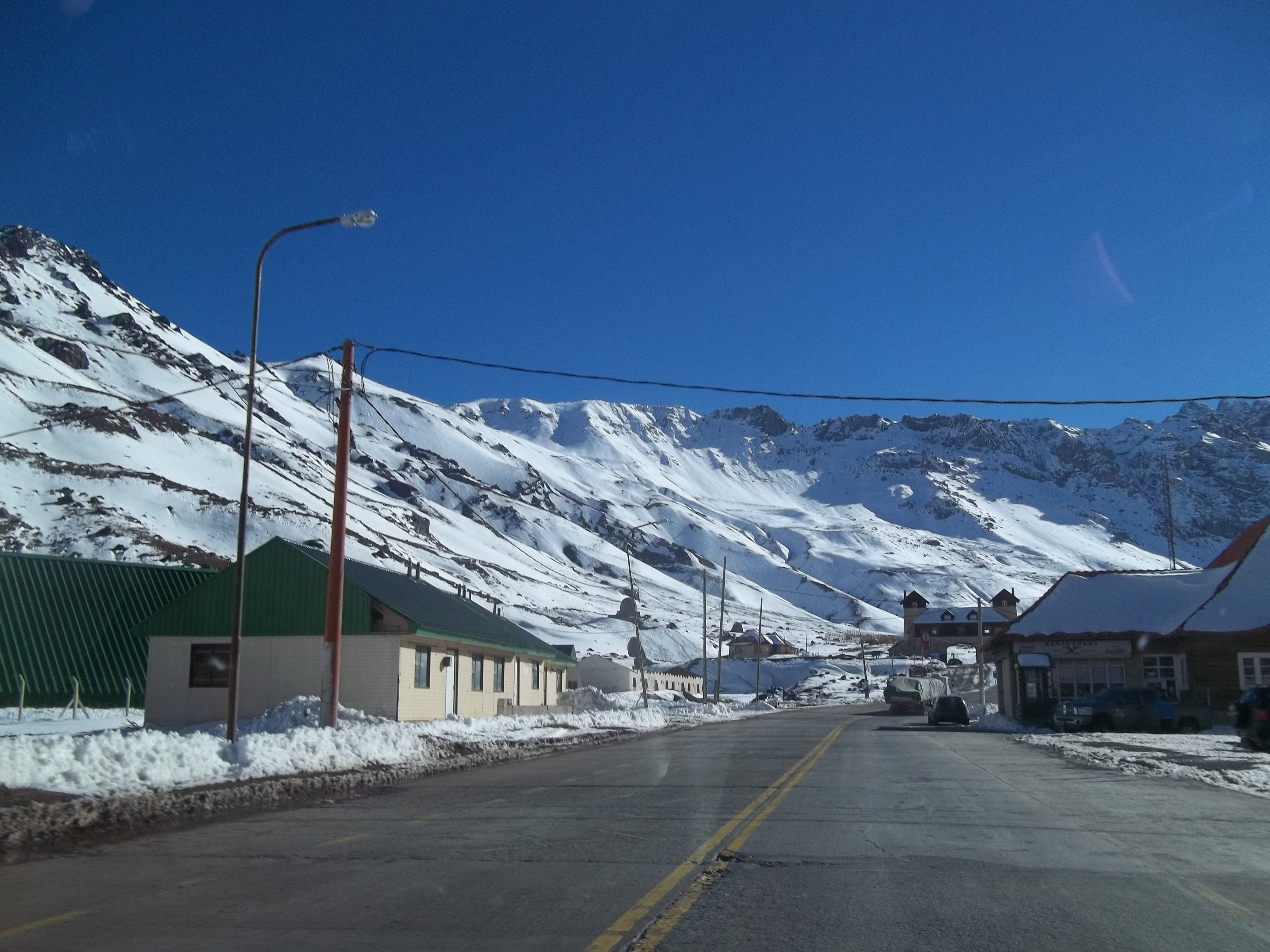
La pequeña localidad fronteriza designada Las Cuevas se halla en el lado argentino sobre la RN 7, justo antes del túnel internacional.